# Champagne-en-Valromey
Champagne-en-Valromey – miejscowość i gmina we Francji, w regionie Owernia-Rodan-Alpy, w departamencie Ain.

## Demografia
Według danych na styczeń 2012 r. gminę zamieszkiwało 812 osób, a gęstość zaludnienia wynosiła 44,7 osób/km².